# NYC Media Group
NYC Media Group è una società posseduta dal governo di New York, che gestisce le proprietà comunali nel settore della comunicazione. NYC Media Group tecnicamente ricade sotto la giurisdizione del Dipartimento dell'Information Technology e delle Telecomunicazioni (DoITT), ed il presidente di NYC Media Group è tradizionalmente proprio l'assessore delle telecomunicazioni. NYC Media Group ha possedimenti nella trasmissione televisiva e nella tv via cavo, nella radio e nel web. Ha inoltre numerose attività nella produzione e distribuzione, oltre che gestire un grosso business nel campo dei DVD.
I quartieri generali si trovano a Manhattan in un palazzo di proprietà di New York ad 1 Centre Street, di cui NYC Media Group occupa gli ultimi cinque piani.
NYC Media Group è responsabile dei programmi trasmessi sui canali via cavo 25 (22 per i sottoscrittori Cablevision), 71, 73 e 74. NYC Media Group ha anche uffici nel campus del Bronx Community College, nel municipio ed al 112 Tillary Street a Brooklyn, oltre che usare come strutture di trasmissione Brooklyn, l'Empire State Building ed il Condé Nast Building a Times Square. Le stazioni più importanti gestite sono NYCTV (canale via cavo 74) e WNYE-TV (canale broadcast 25/DTV 24); le altre sono gestite con contratti di outsourcing.
Il gruppo gestisce anche la stazione radio 91.5 WNYE, così come RadioNYC, il sistema di risposta cittadino quando si chiama 911 e 311. RadioNYC si può ascoltare anche su City Drive Live su canale 93 (72 per gli abbonati di Cablevision). City Drive Live mostra le condizioni del traffico date dal NYSDOT e le telecamere del NYCDOT sono distribuite nei cinque distretti di New York 24 ore al giorno.
Molte delle trasmissioni sono semplici continuazioni di quelli che erano Crosswalks NY e NYC TV. Alcuni show sono molto popolari come Cool In Your Code, Secrets of New York, $9.99, What's Cooking At Gracie?, Paradetown USA, Fashion In Focus, The Seven Secrets of Grand Central Terminal, Blueprint: New York City e New York Noise, tutti trasmessi da WNYE in prima serata.